# 平井川
平井川（ひらいがわ）は、東京都西多摩郡日の出町およびあきる野市を流れる河川。多摩川水系の支流。

## 地理
東京都西多摩郡日の出町と青梅市の境界にある標高902mの日の出山に源を発する。日の出町、あきる野市を東へ流れ、あきる野市と福生市の境界で多摩川に合流する。秋川や浅川と同じように多摩川の右岸に流れ込んでくる支流の一つである。

## 支流
- 氷沢川
- 鯉川

## 散策
下流より記載
　多摩川との合流地点から観音橋までの区間は河川管理用通路が両岸または片岸にあり、桜並木になっているところもあるが、一部舗装されていない場所もある。主に、周辺住民の散歩道に利用されている。
　観音橋から上流の区間は河川管理用通路がなく、一部区間は草むらが川辺に生えているだけの場所もある。
つるつる温泉入口交差点のあたりを通り過ぎ、つるつる温泉へ続く道が沿うようになると、山間を流れる渓流のような風景になる。このあたりはキャンプ場やバーベキュー場などがあり、夏場にはこの付近の川で水遊びをしている子どもたちも見られる。また、付近には肝要の里という日の出町の農産物を売る施設もあり、比較的人の手が入っている地域であることが分かる。
つるつる温泉へ入る道と分かれるとあたりは源流地帯である。途中から一般自動車は入れなくなるが舗装された道路が続き、やがて平井川源流の碑にたどり着く。
カワムツやウグイなどの他ギバチやホトケドジョウ、ジュズカケハゼといった貴重な魚が生息している